# DP Leonis
DP Leonis är en dubbelstjärna i mellersta delen av stjärnbilden Lejonet. Den har en skenbar magnitud som varierar 17,5 - 19 och kräver ett kraftfullt teleskop för att kunna observeras. Baserat på parallax enligt Gaia Data Release 2 på ca 3,28 mas, beräknas den befinna sig på ett avstånd på ca 990 ljusår (ca 310 parsek) från solen. Den rör sig obetydligt bort från till solen.

## Egenskaper
Primärstjärnan i DP Leonis är en blå till vit dvärgstjärna i huvudserien och är en kataklysmisk variabel stjärna av AM Herculis-typ även känd som polarer. Den har en massa som är ca 0,6 solmassa och har en effektiv temperatur av ca 13 500 K.

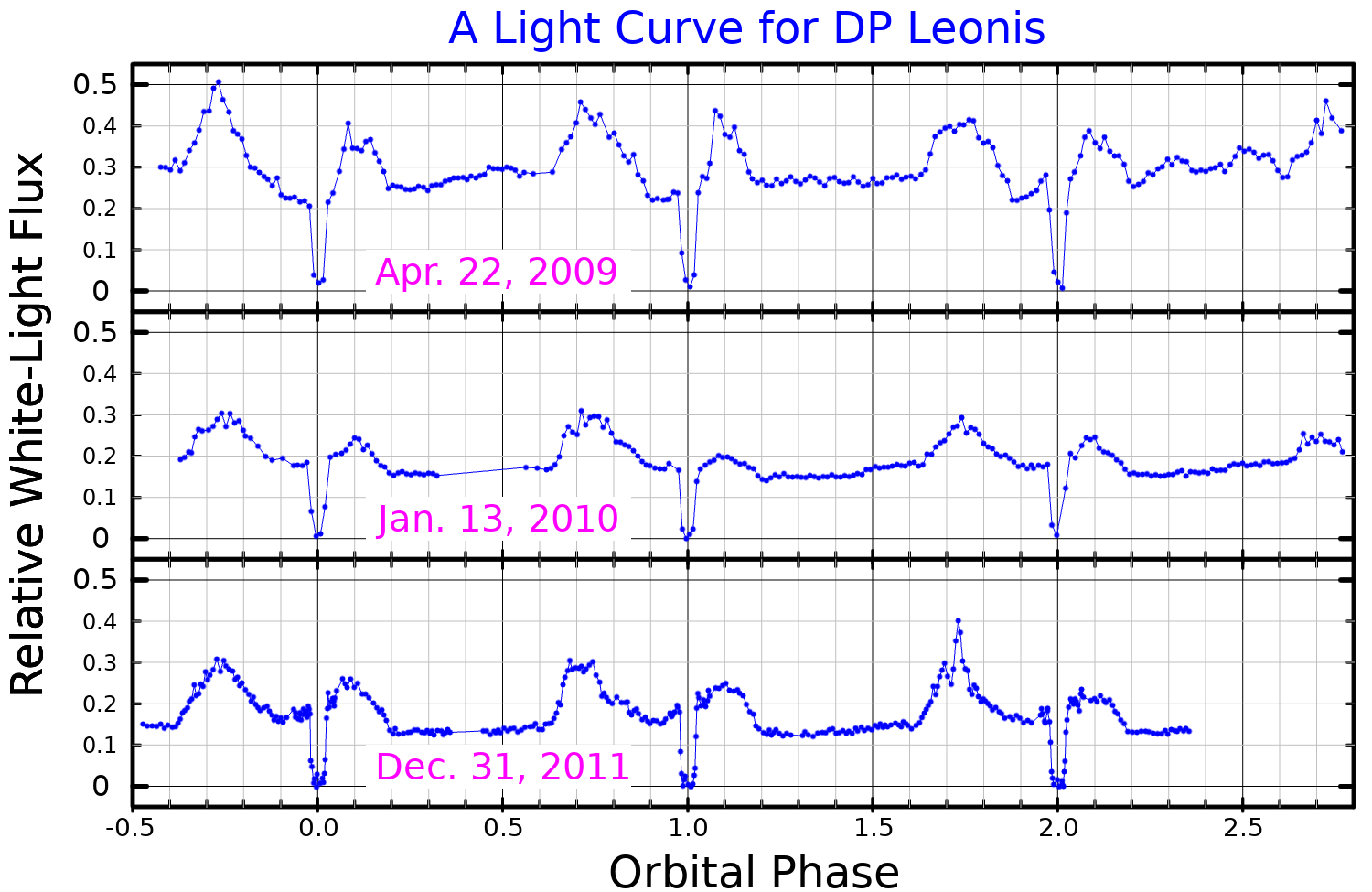
Ljuskurva (vitt ljus) för DP Leonis, anpassad från Beuermann et al. (2014)

DP Leonis består av en förmörkande vit dvärg och röd dvärg i snäv omloppsbana (nästan 1,5 timmar) och en exoplanet. Denna förmörkande variabel upptäcktes av P. Biermann at al. 1982, som den optiska motsvarigheten till EINSTEIN-röntgenkällan E1114+182.

## Planetsystem
År 2010 meddelade Qian et al. upptäckten av ett tredje objekt av planetstorlek i bana kring den förmörkande dubbelstjärnan. Förekomsten av en tredje kropp hade redan misstänkts 2002. Objektet är ungefär 6 gånger tyngre än Jupiter och ligger 8,6 AE från dubbelstjärnan.
| Planet | Massa         | Halv storaxel (AE) | Siderisk omloppstid (d) | Excentricitet | Inklination | Radie |
| ------ | ------------- | ------------------ | ----------------------- | ------------- | ----------- | ----- |
| b      | 6,01 ± 0,5 MJ | 8,2 ± 0,4          | 28,0 ± 2,0              | 039 ± 0,13    | -           | -     |